# Shaboozey
Collins Obinna Chibueze (Virginia, 9 de mayo de 1995) más conocido por su nombre artístico Shaboozey, es un cantautor, músico, compositor, cineasta y productor discográfico estadounidense-nigeriano. En 2018, obtuvo atención inicial por su canción «Start a Riot» con Duckwrth, que estaba incluida en la banda sonora de la película Spider-Man: Into the Spider-Verse. En 2024, colaboró con Beyoncé en dos temas de su octavo álbum de estudio Cowboy Carter y obtuvo éxito con A Bar Song (Tipsy), que debutó y alcanzó el máximo en el Billboard Hot 100.

## Biografía
Chibueze nació en el norte de Virginia de padres nigerianos y criados en Woodbridge. Su nombre artístico se deriva de pronunciaciones erróneas de su apellido, que significa "Dios es rey" en Igbo. En su infancia, se inspiró viendo vídeos musicales en 106 & Park, así como su tiempo en un internado en Nigeria para la secundaria.

## Carrera
Shaboozey lanzó su primer sencillo en 2014 llamado "Jeff Gordon". Ese mismo año, fundó la compañía de producción V Picture Films. Fue firmado para Republic Records en 2017 después de llamar su atención con los sencillos "Starfoxx" y "Robert Plant", y lanzó su álbum de estudio debut, Lady Wrangler, al año siguiente. Su segundo álbum de estudio, Cowboys Live Forever, Outlaws Never Die, fue lanzado en octubre de 2022 a través de Distribución del Imperio. Su tercer álbum de estudio, Where I've Been, Isn't Where I'm Going, fue lanzado el 31 de mayo de 2024, que promocionará con espectáculos principales en los Estados Unidos, así como un espacio como acto de apertura para la gira de Jessie Murph. Aunque su música anterior tenía más de una influencia del trap, sus últimas canciones tienen más de un sonido folk-pop con Guitarra acústica.